# 圣玛丽亚-德梅尔莱斯
圣玛丽亚-德梅尔莱斯，是西班牙加泰罗尼亚巴塞罗那省的一个市镇。总面积52平方公里，总人口156人（2001年），人口密度3人/平方公里。